# 洋河地下酒窖
洋河酒厂地下酒窖，位于江苏省宿迁市宿城区，是中华人民共和国江苏省文物保护单位之一。
2011年12月30日，授予江苏省文物保护单位，2019年成为全国重点文物保护单位，是一座古建筑。